# 철원두루미관

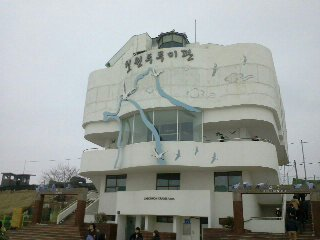
철원두루미관

철원두루미관은 강원 철원군 철원읍 홍원리에 위치해 있는 박물관으로, 두루미, 철원에 오가는 철새들과 철원의 자연환경을 전시하고 있다. 안보 관광으로 쓰던 철의 삼각 전망대를 리모델링해 2009년 2월 13일에 건립된 곳이다.

## 인용
1. ↑  강원일보 - 월정리 전망대 두루미관으로 새단장